# Pan Xuhua
Pan Xuhua (chiń. 潘旭华; ur. 1989 roku w Jiangxi) – chińska wspinaczka sportowa. Specjalizowała się w prowadzeniu oraz we wspinaczce na czas. Dwukrotna złota medalistka we wspinaczce sportowej w konkurencji sztafet na czas z 2012 i 2014 roku.

## Kariera sportowa
Dwukrotna złota medalistka we wspinaczce sportowej z plażowych igrzyskach azjatyckich w zawodach sztafetowych z 2012 oraz z 2014 roku we wspinaczce na czas. 
 W 2018 roku na igrzyska azjatyckich w Dżakarcie wywalczyła srebrny medale we wspinaczce sportowej w konkurencji na czas w sztafecie.
Brązowa medalistka mistrzostw Azji z 2007 w konkurencji indywidualnej na czas, w finale przegrała z Chinkami He Cuifang oraz z Li Chunhua.
Uczestniczka, festiwalu wspinaczkowego Rock Master, który corocznie odbywa się na słynnych ścianach wspinaczkowych w Arco, gdzie była zapraszana przez organizatora zawodów. W 2010 na tych zawodach wspinaczkowych zajęła 7. miejsca w konkurencji wspinaczki na czas. W 2010 we włoskiej Dolinie Aosty (Courmayeur) podczas zimowych igrzysk wojskowych zajął 5. miejsce w prowadzeniu.

## Osiągnięcia

### Mistrzostwa świata
| Konkurencje         | 2009 | 2011           | 2012 |
| Bouldering          | 43   | 37             | 35   |
| Prowadzenie         | 34   | 59             | 43   |
| Wsp. na czas h=15 m | 22   | 18             | —    |
| Wsp. na czas h=10 m | 5    | nie rozgrywano |      |

### Igrzyska azjatyckie
| Konkurencje      | 2018 |
| Sztafeta na czas | 2    |

### Plażowe igrzyska azjatyckie
| Konkurencje      | 2012 | 2014 |
| Sztafeta na czas | 1    | 1    |

### Mistrzostwa Azji
| Konkurencje        | 2007 | 2008 | 2009 | 2010 | 2013 |
| Bouldering         | 23   | 19   | 7    | 4    | 8    |
| Prowadzenie        | 17   | 17   | 7    | 5    | 9    |
| Wspinaczka na czas | 3    | 5    | 15   | 15   | 6    |

### Zimowe igrzyska wojskowe
| Konkurencje | 2010 |
| Prowadzenie | 5    |

### Rock Master
| Konkurencje        | 2010 |
| Bouldering         | 22   |
| Prowadzenie        | 35   |
| Wspinaczka na czas | 7    |